# 義大路
義大路（Yida Rd.）起端從國道十號燕巢交流道到角宿路為末端的重要中等道路。是義大醫院的重要幹道。此外，通往義守大學及義大世界的仁義路，改名為義大二路。

## 行經行政區域
- 燕巢區

## 沿線設施
- 燕巢交流道
- 義守大學醫學院區
- 義大醫院
- 義大癌治療醫院
- 義大護理之家
- 義大產後護理之家

## 公車資訊
- 高雄客運
  - 97 捷運都會公園站－樹德科技大學－國立高雄師範大學燕巢校區
  - 8008 高雄車站－澄清湖－岡山
  - 8020 岡山－義大醫院
  - 8023 高雄車站－楠梓－旗山
- 港都客運
  - 7 加昌站－樹德科技大學－國立高雄師範大學燕巢校區
- 南台灣客運
  - 紅58B 捷運都會公園站－國立高雄科技大學第一校區－燕巢區公所
- 義大客運
  - 96 義大醫院－縣道186甲線－義大世界